# کرسی

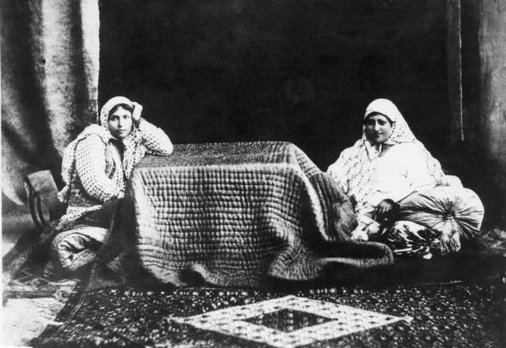
عکسی قدیمی از یک کرسی زغالی با لباس محلی

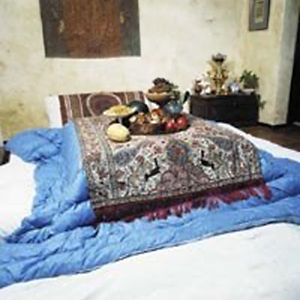
نمونه‌ای از کرسی به همراه ظروف خوراکی بر روی آن

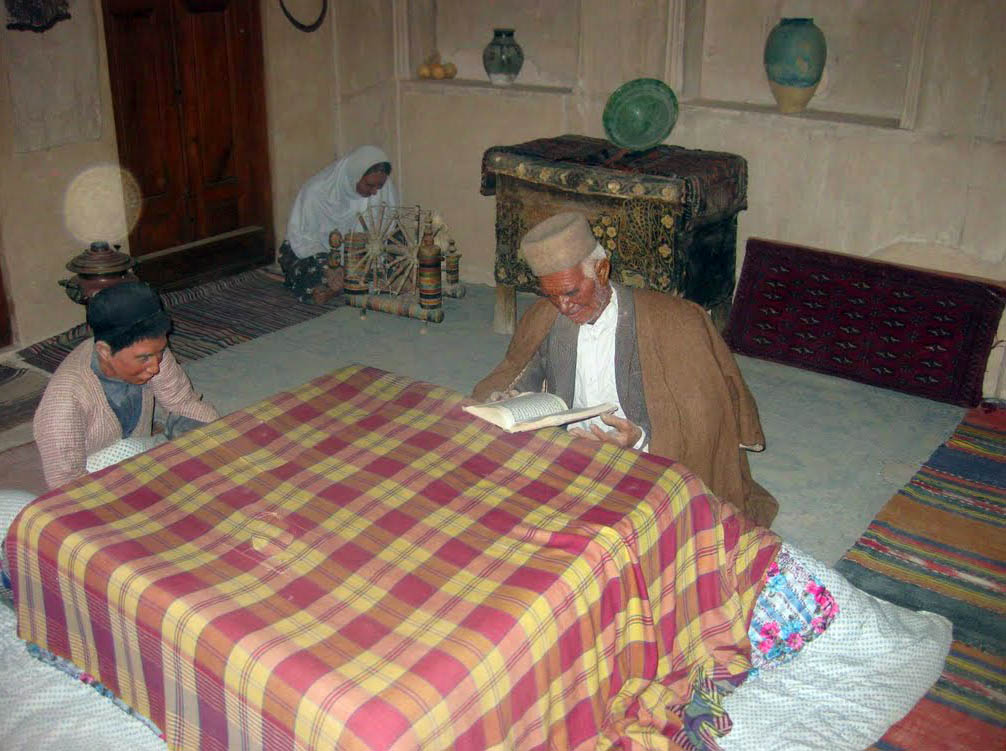
نمونه‌ای از کرسی در موزهٔ مردم‌شناسی نایین

کرسی  یا به فارسی افغانستان صندلی وسیله‌ای است که برای گرم‌شدن در زمستان در خانه‌ها به‌طور سنتی استفاده می‌شده‌است.امروزه با استفاده از هیتر و یک میز میتوان یک کرسی ساخت.

## ساختار کرسی
جعفر شهری در کتاب طهران قدیم می‌نویسد کرسی از میز یا چهارپایه‌ای چوبی به اندازه ۱x۱ متر و گاهی مستطیلی شکل تشکیل شده‌است که حدود سه وجب بلندی دارد. روی آن را با لحافی بزرگ در اندازه‌های حدودی ۴x۴ یا ۷x۷ متر می‌پوشانند تا گرمای حاصل از منقل از زیر میز خارج نشده و به هدر نرود. سپس روی لحاف را با جاجیم، ترمه یا چادر شب سفیدی تزئین کرده و به تناسب بزرگی و کوچکی کرسی، یک مجمعه یا سینی مسی برای قرار دادن چراغ، سماور، ظرف میوه و سایر خوراکیها روی آن قرار می‌دهند. برای نشستن و خوابیدن افراد دور کرسی معمولاً از چند متکا، بالش و پشتی استفاده می‌شود.
تشک پای کرسی معمولاً کوتاهتر اما پهن‌تر از تشک معمولی است، به‌طوری‌که با قرار گرفتن در چهار طرف کرسی، لبه‌های آن روی هم نیفتاده و ناهموار و ناراحت نباشد.
گذاشتن کرسی در روز و ساعتی مبارک انجام می‌شد و بزرگ خانواده باید در آن شب با پاکتی شیرینی وارد خانه می‌شد.
از نمونه‌های نوین کرسی می‌توان به کرسی نفتی و کرسی برقی اشاره کرد. به‌طور سنتی، برای گرم‌کردن کرسی از بخاری‌های زغالی استفاده می‌کردند، ولی با پیشرفت فناوری، به‌تدریج استفاده از بخاری برقی نیز رایج شد.

## آتش کرسی
در زیر این میز و تشکیلاتی که وصفش رفت، یک منقل قرار می‌گیرد که حرارت مطبوع زیر کرسی را تأمین می‌کند. آماده کردن آن به‌طور سنتی روشی مخصوص به خود را داشته‌است: ابتدا ته و درزهای منقلی را با گچ خیس کرده کاملاً می‌پوشاندند. سپس داخل آن را خاکستر الک کرده می‌ریختند و وسط خاکسترها را گود کرده، خاکه زغال ریخته، آتش زغال می‌گذاشتند و باد می‌زدند تا آتش زغال به خاکه زغال‌ها برسد. سپس به آهستگی و ملایمت روی آن را با کفگیر خاکستر داده، خاکسترهای دور منقل را به دور خاکه‌ها و آتش رو برگردانده، فشرده و صاف می‌کردند. سپس منقل را برای از بین رفتن بوی زغال مدتی در فضای آزاد باقی گذاشته و سپس زیر کرسی قرار می‌دادند. هر چند ساعت یکبار یک لایه از خاکستر روی آن را پس زده، آتشش را تند می‌کردند. این روش آتش کردن مخصوص اولین منقلی بود که زیر کرسی قرار داده می‌شد. از اینجا به بعد، هربار منقل را «خاکه رو خاکه» می‌کردند. به این ترتیب که آتش باقیماندهٔ ته منقل را با خاک‌انداز برداشته، خاکه تازه در منقل ریخته، آتش را مجدداً رویش می‌ریختند و خاکستر می‌دادند.
یک روش دیگر برای تهیهٔ آتش، گلوله‌ای بود که از خاکه زغال تهیه می‌شد. به این ترتیب که در تابستان خاکه زغال‌ها را در طشت آبی می‌ریختند، شنهای آن که ته‌نشین می‌شد، زغال‌های روی آب مانده را جمع می‌کردند و با دست به شکل گلوله‌هایی سفت و فشرده مانند کوفته برنجی درآورده و در آفتاب خشک می‌کردند. سپس در زمستان دو سه تا از این گلوله‌ها را در اولین آتش در ته منقل گذاشته، رویش را خاکه و آتش می‌دادند و باقی مراحل به شکل مذکور اجرا می‌شد.

## چاله کرسی
چاله کرسی معمولاً در میان خانواده‌های بی‌بضاعت که توانایی تهیه منقل را نداشتند مرسوم بود، که البته شرط آن هم داشتن اتاقی بود که «زیر پر» باشد و بتوان در آن چاله‌ای کَند. این چاله را در محل مورد نظر می‌کندند، دورش را گچ کشیده و صاف می‌کردند و آتش را در آن درست کرده، کرسی را رویش برمی‌گرداندند. (در این روش لازم بود که میز کرسی بر روی پایه‌های کناری بالا زده شود و پس از آماده شدن آتش سر جای خود قرار گرفته و به اصطلاح برگردانده شود). از آنجایی که این شیوه بیشتر به کار فقرا می‌آمد و این خانواده‌ها توانایی دو جا آتش روشن کردن را نداشتند، از آتش کرسی برای پخت غذا نیز استفاده می‌کردند، به این صورت که از داخل به وسط سقف کرسی قلابی نصب می‌کردند و دیزی آبگوشت خود را که غذای هرروزه ایشان بود بر آن آویخته، همان زیر کرسی آن را می‌پختند.
استفاده از چاله کرسی در بسیاری از خانواده به خاطر فقر مالی نبوده و نیست بلکه چاله کرسی را به این منظور حفر می‌کردند که منقل یا ظرف مخصوص زغال کرسی (استنبلی) را داخل آن قرار می دادندو این باعث می‌شود موقع قرار دادن پا در زیر کرسی، بامنقل و آتش برخورد نکند.

## جایگاه کرسی در فرهنگ ایرانی
در فرهنگ و سنت ایرانی کرسی چیزی بسیار فراتر از یک دستگاه گرم‌کننده است و به عنوان یکی از لوازم فرهنگ سنتی جایگاهی خاطره‌انگیز و نوستالژیک دارد، به این سبب که حرارت دلچسب، بی‌نظیر و تنبلی آورش اعضاء خانواده را گرد هم می‌آورد، که آن‌ها با خوردن خوراکیهای زمستانی و شنیدن حکایات پدر بزرگ و مادربزرگ زمستان را سپری می‌کردند. در جشن‌های سنتی ایرانیان همچون شب یلدا و نوروز کرسی نقشی برجسته در جمع کردن اعضای خانواده به دور یکدیگر داشته‌است.
کرسی برای زمستان خواب لذت بخشی را فراهم میکند.
جای نشستن افراد در کنار کرسی به نقششان در خانواده مرتبط است. معمولاً جایگاه بزرگسال‌ترین فرد خانواده آن پله‌ای از کرسی است که دورترین فاصله را از درِ اتاق دارد، و جایگاه خردسالان جایی است که نزدیکتر به درِ اتاق است.
معمولاً در خانه‌های طبقه متوسط و اعیان دو کرسی موجود بود، یکی برای اهل خانه در یک اتاق و دیگری در اتاق پذیرایی برای مهمانان قرار داده می‌شد.

## خطرات کرسی
مهمترین خطر کرسی، خفگی بر اثر گاز مونوکسید کربن حاصل از زغال نیم‌سوز است که در اصطلاح عامیانه آن را دودی‌شدن می‌گویند.
سوختگی پا نیز از خطرات دیگرِ کرسی است.

## اصطلاحات مرتبط به کرسی
- پله: به هریک از چهار ضلع کرسی یک پلهٔ کرسی گفته می‌شود.
- چالهٔ کرسی: گودالی است برای نهادن زغال‌های آتشین که در زیر کرسی و در نقطهٔ میانیِ آن قرار دارد.
- لحاف‌کرسی: لحاف ضخیم روی کرسی
- روکرسی: پارچه‌ای که روی لحاف‌کرسی گذاشته می‌شود تا آن را از لکه‌های مواد غذایی محافظت کند.

## ساختارهای وابسته
- یلدا
- چله تموز
- نوروز